# Venus und Fleur
Venus und Fleur ist ein französischer Spielfilm des Regisseurs Emmanuel Mouret von 2004.

## Handlung
Fleur macht Urlaub im Haus ihres Onkels in Marseille. Zufällig trifft sie auf die lebhafte russische Urlauberin Venus. Fleur bietet ihr an, einige Tage bei ihr zu verbringen. Da beide Singles sind, versuchen sie Jungs am Strand kennenzulernen, aber lediglich der aufdringliche Nachbar Gott hat starkes Interesse an Venus. Als sich Glück, ein Freund von Fleurs Bruder anmeldet, geraten die beiden Frauen in Aufregung. Nachdem sich Venus und Glück näher gekommen waren, scheint Fleur traurig zu sein. Nach einigen Tagen auf Wandertour und einem Treffen am Strand gesteht er Fleur, dass er in ihr die Mutter seiner Kinder sieht. Doch Fleur ist verwirrt und schmettert ihn ab. Schließlich lässt Venus enttäuscht von ihm ab und begibt sich auf die Heimreise. Fleur und Glück verbringen nun die Nacht zusammen.

## Hintergrund
Der Film wurde 2004 bei den 57. Internationalen Filmfestspielen von Cannes im Rahmen der „Quinzaine des Réalisateurs“ gezeigt.

## Kritik
Silvia Bahl vom Filmdienst meint: „Die gegensätzlichen Temperamente der beiden Frauen spiegeln klischierte weibliche Geschlechterrollen und setzen zugleich eine Suche nach sexueller Selbstbestimmung in Gang. Der unterhaltsame Film spielt auf humorvolle Weise mit gesellschaftlichen Vorstellungen, wobei er bewusst überzeichnet, sich aber auch lustvoll selbst relativiert.“